# Distrito de Coalaque
El distrito peruano de Coalaque es uno de los 11 distritos de la provincia de General Sánchez Cerro, ubicada en el departamento de Moquegua, bajo la administración del Gobierno regional de Moquegua, en el sur del Perú.
Desde el punto de vista jerárquico de la Iglesia católica forma parte de la Diócesis de Tacna y Moquegua la cual, a su vez, pertenece a la Arquidiócesis de Arequipa.

## Historia
El distrito fue creado mediante Ley n.º 12563 del 26 de enero de 1956.

## Geografía
Coalaque, se ubica a 2283 m s. n. m. y a 16° 38'43" de latitud Sur y 71º01'12" de latitud Este en la actualidad cuenta con 9 anexos

## Demografía
La población estimada en el año 2000 era de 1661 habitantes.

## Economía
El turismo se desarrolla sobre la base de sus Aguas termales medicinales y zonas arqueológicas, el idioma que predomina es el castellano en un 98%

## Autoridades

### Municipales
- 2015-2018
  - Alcalde: Florentino Bernedo Cochon, de Kausachun.
  - Regidores:

  1. Adrián Yolber Ocsa Apaza (Kausachun)
  2. Luis Felipe Mendoza Castro (Kausachun)
  3. Nilda Nicolasa Casani Cosi (Kausachun)
  4. Pascual Vailon Quispe Nuñez (Partido Democrático Somos Perú)

## Festividades
- 31 de mayo: Aniversario del Distrito.
- 4 de julio: San Isidro.
- 29 de junio: San Pedro y San Pablo.